# Euophrys leucostigma
Euophrys leucostigma là một loài nhện trong họ Salticidae.
Loài này thuộc chi Euophrys. Euophrys leucostigma được Carl Ludwig Koch miêu tả năm 1846.